# Tire
Tire (turc otomà: تيره; català medieval: Tira) és una població de Turquia, capital del districte del mateix nom a la província d'Esmirna. És un districte altament urbanitzat; es troba a uns 82 km al sud-est del centre d'Esmirna i 46 km de la costa del golf de Kuşadası a l'oest, i al peu de les muntanyes Aydin. El districte està format per dues municipalitats, Tire (establerta el 1864) i Gökçen; i en total hi ha 64 poblacions rurals. La seva població actual és de 75.760 habitants (el districte) i 44.249 habitants (la municipalitat).
En el regne de Lídia es deia Tyrrha (o Tarrha) que vol dir "torre". Fou la clàssica Arcadiòpolis (Arkadipolis) que després va ser anomenada Teira (que vol dir "vila"). S'esmenta al segle xiv com a possessió de l'emir d'Aydin. El 1402-1403 Tamerlà hi va passar l'hivern i els habitants van fugir a Esmirna. El 1426 va passar als otomans i fou seu d'un sandjak. Molt pocs viatgers hi van passar o almenys molt pocs la descriuen; un d'ells és Edmund Chishull (mort el 1733), un altre Smith i un altre Ewliya Çelebi. A la I Guerra Mundial tenia uns 15.000 habitants però la sortida dels grecs després de la guerra greco-turca (1919-1922) va rebaixar aquesta xifra que després es va recuperar i el 1970 tenia uns 28.000 habitants.